# Xenoplatyura spangleri
Xenoplatyura spangleri är en tvåvingeart som först beskrevs av Loïc Matile 1974.  Xenoplatyura spangleri ingår i släktet Xenoplatyura och familjen platthornsmyggor. Inga underarter finns listade i Catalogue of Life.